# Franz Xaver Meyer (Dirigent)
Franz Xaver Meyer (* 28. August 1933 in Wien; † 3. September 2017 ebenda) war ein österreichischer Dirigent, Pianist, Chorleiter und Musikpädagoge.

## Leben
Franz Xaver Meyer wurde 1933 als Sohn des Tenors und Vorstands des Wiener Domchors Rudolf Meyer (1894–1961) und Urgroßneffe von Leopold von Meyer geboren. Er erhielt seine musikalische Ausbildung bei Josef Lechthaler (privat), an der Akademie für Musik und darstellende Kunst Wien (heute mdw) bei Ferdinand Grossmann, Hans Gillesberger, Anton Heiller, Alfred Uhl (1952 Reifeprüfung für Komposition und Musiktheorie; 1955 Lehramtsprüfung) und Henriette Berger-Schmölz (1953 Staatsprüfung für Klavier mit Auszeichnung). An der Universität Wien promovierte er mit einer Dissertation über Die beschwerte Hebung im Nibelungenlied (1959) zum Doktor der Germanistik.
Ab seinem zehnten Lebensjahr gehörte er den Wiener Sängerknaben an; danach war er Mitglied der Wiener Kantorei und der Wiener Singakademie.
1951 gründete Meyer den Wiener Madrigalchor, der 1956 den ersten Preis beim Österreichischen Bundesjugendsingen in Salzburg errang und den er bis 2006 leitete. 2009 löste sich dieser Chor auf.
Von 1956 bis 1959 war er Dirigent bzw. Chormeister der Wiener Sängerknaben, von 1960 bis 1984 des Wiener Akademie-Kammerchors und von 1976 bis 1987 des Wiener Männergesang-Vereins. Von 1964 bis 1984 war Meyer Chordirektor am Theater an der Wien, dessen Chormitglieder zu dieser Zeit mit jenen des Wiener Akademie-Kammerchores weitgehend identisch waren.   
Am Franz Schubert-Konservatorium leitete er die Abteilung für Elementarmusikerziehung und unterrichtete Ensembleleitung, Sologesang und Kulturkunde; zudem unterrichtete er zwischen 1960 und 1994 die Fächer Musik und Deutsch an mehreren Wiener Gymnasien, zuletzt am Goethe-Gymnasium Astgasse, dessen Schulchor Wiener Goethekantorei er gründete und jahrzehntelang leitete.   
Meyer wirkte darüber hinaus als Gastdirigent in- und ausländischer Ensembles, etwa an der Jerusalem Academy of Music and Dance, als Juror bei Chorwettbewerben, als Mitarbeiter in Musikfachzeitschriften, als Referent von Chorleiter- und Stimmbildungs-Seminaren in Wien, Niederösterreich, Oberösterreich und Südtirol sowie als Fachberater des österreichischen Unterrichtsministeriums in pädagogischen Kommissionen sowie als Gastdozent, u. a. an der Universität für Musik und darstellende Kunst Wien. 
Ab 1991 leitete er ein von ihm gegründetes Vokalstudio. In seiner Heimatgemeinde Scheiblingstein/Klosterneuburg spielte er über Jahrzehnte Orgel im Rahmen der Gottesdienste. Neben der von ihm stets angestrebten musikalischen Präzision ist besonders die Gabe hervorzuheben, mit seinen Händen den Charakter der Phrasen darzustellen.
Meyer war mit der Opernsängerin und Gesangspädagogin Helga Meyer-Wagner verheiratet. Ihr Sohn Christian ist Kulturmanager, ihre Töchter Angelika (1963–1988) und Roswitha waren bzw. sind Schauspielerinnen. Er wurde am Ober Sankt Veiter Friedhof bestattet.

## Ehrungen
- 1976: Goldenes Verdienstzeichen der Republik Österreich
- 1995: Goldenes Ehrenzeichen für Verdienste um die Republik Österreich
- 2001: Päpstliches Komturkreuz des Silvesterordens
- 2002: Silbernes Ehrenzeichen für Verdienste um das Land Wien
- 2003: Goldenes Ehrenzeichen für Verdienste um die Kirchenmusik der Diözese St. Pölten
- 2003: Goldenes Ehrenzeichen für Verdienste um das Bundesland Niederösterreich

## Publikationen
- Chorleitung. Universal Edition, Wien 1984, ISBN 978-3-7024-0123-8.